# Laiagam
Laiagam – miasto w Papui-Nowej Gwinei, w prowincji Enga.